# داني فورتسون
داني فورتسون (بالإنجليزية: Danny Fortson)‏ مواليد 27 مارس 1976 في فيلادلفيا، هو لاعب كرة سلة أمريكي سابق بدأ مسيرته الاحترافية في سنة 1997. تم اختياره من قبل فريق ميلووكي باكز خلال الدرافت. اعتزل اللعب في 2007. أحرز خلال مسيرته في الإن بي إيه 3615 نقطة بمعدل 8.2 نقاط في المباراة الواحدة.

## المسيرة الاحترافية
لعب مع دنفر ناغتس من سنة 1997 إلى 1999، ثم لعب مع بوسطن سيلتكس في موسم 1999–2000، ثم لعب مع غولدن ستايت ووريورز من سنة 2000 إلى 2003، ثم لعب مع دالاس مافيريكس في موسم 2003–2004، ثم لعب مع سياتل سوبرسونيكس من سنة 2004 إلى 2007.

## روابط خارجية
- داني فورتسون على موقع إن بي أي (الإنجليزية)
- داني فورتسون على موقع سبورتس رفرنس (الإنجليزية)
- داني فورتسون على موقع كرة السلة الأوروبية.كوم (الإنجليزية)
- داني فورتسون على موقع كلية كرة السلة في سبورتس رفرنس.كوم (الإنجليزية)
- داني فورتسون على موقع ريلجم (الإنجليزية)
- داني فورتسون على موقع بروبوليرز (الإنجليزية)